# Georg Wimmer (Journalist)
Georg Wimmer (* 21. Dezember 1961 in Mittersill) ist ein österreichischer Journalist.
Wimmer war bis 2012 Chefredakteur und Redaktionsleiter des Salzburger Radiosenders Radiofabrik. Er arbeitete seit 1984 für diverse Printmedien und den ORF und unterrichtet heute auch an der Universität Salzburg.

## Auszeichnungen
- 2007, 2008: Radiopreis der Erwachsenenbildung Österreich – Eduard-Ploier-Preis[2]
- 2008: Medienpreis der deutschen Kindernothilfe[3]
- 2008: Alternativer Medienpreis

## Publikationen
- Georg Wimmer: Kinderarbeit – ein Tabu. Mythen, Fakten, Perspektiven. Wien: Mandelbaum Kritik & Utopie, 2015, ISBN 978-3-85476-643-8